# 프랑수아 클레르크
프랑수아 클레르크(François Clerc, 1983년 4월 18일, 부르캉브레스 ~)는 프랑스의 전 축구 선수로, 과거 라이트 백으로 활약했다.

## 클럽 경력
부르캉브레스 출신으로, 클레르크는 14세의 나이에 리옹에 합류하였다. 성인팀 2군에서의 첫해를 보낸 후, 그는 툴루즈로 임대되어 리그 1에 데뷔하였는데, 그의 첫 경기는 2004년 8월 14일, 4-1로 이긴 스트라스부르 원정 경기였다.
2005-06 시즌에 르 올 (L'OL) 에 복귀한 클레르크는 팀 1군의 주축 선수가 되어 리그 3연속 우승에 공헌하였는데, 이 기간 동안 그는 62번의 리그 경기에 출전하였다. 그는 앙토니 레베이에르와 선발 라인업 자리를 두고 경합하였고, 20번의 UEFA 챔피언스리그 경기에도 출전했으나, 2006년, 마르세유로의 불법 이적 사건에 연루되어 프랑스 프로축구연맹으로부터 4경기 출장 정지 징계와 €150,000의 벌금령이 내려졌다.
2010년 여름, 클레르크는 1부리그의 니스로 자유 이적하였다. 그는 코트 다쥐르 연고팀에서의 2년차에 자신의 역대 최다골 기록인 4골을 득점하였으나, 팀 성적은 13위에 그쳤다.
2012년 7월 9일, 클레르크는 생테티엔과 3년 계약을 맺었다. 그는 2012-13 시즌에 단 한골만 득점했는데, 이 골은 2013년 3월 17일, 파리 생제르맹과의 홈경기에서 나왔고, 그의 골에 힘입어 팀은 2-2 무승부를 거두었다.

## 국가대표팀 경력
2006년 10월 11일, 클레르크는 5-0 대승을 거둔 페로 제도와의 UEFA 유로 2008 예선전에서 첫 국가대표팀 경기를 출전하였다. 그는 레이몽 도메네크에 의해 오스트리아와 스위스에서 열린 본선을 앞두고 차출되었고, 이탈리아와의 조별 리그 최종전에서 오랜 기간 국가대표팀에서 활약한 윌리 사뇰과 교체로 출전하였으나, 팀은 0-2로 패해 탈락하였다.

## 수상
리옹
- 리그 1: 2005–06, 2006–07, 2007–08
- 쿠프 드 프랑스: 2007–08
- 트로페 데 샹피옹: 2006, 2007

생테티엔
- 쿠프 드 라 리그: 2012–13